# Паскуа-Лама-Веладеро

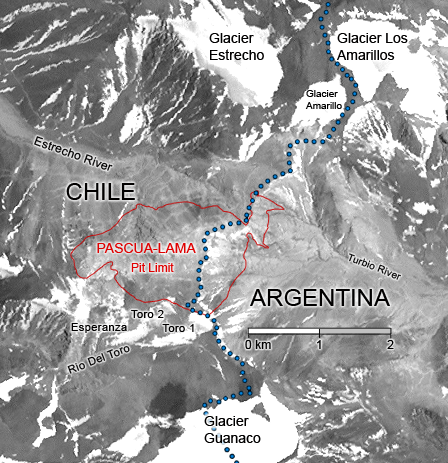

Па́скуа-Ла́ма-Веладе́ро (ісп. Pascua Lama Veladero) — найбільший золото-срібний проект світу. Родовище Паскуа-Лама розташоване на кордоні аргентинської провінції Сан-Хуан і чилійської — Атакама (Паскуа — назва родовища в межах Чилі, Лама — в Аргентині).

## Історія
Розвідка родовища проведена канадською компанією Barrick Gold Corp. з 1998 р. У цьому ж році між урядами Чилі і Аргентини підписано спеціальний договір про спільну розробку прикордонного родовища.

## Характеристика
Внаслідок успішних ГРР до кінця 2000 р. запаси золота на родовищі досягли 578.5 т, срібла — 19531 т. Відношення срібла до золота в рудах бл. 34. Руди оконтурені за бортовим вмістом золота 1.1 г/т. Будівництво рудника почате в кінці 2000 р. видобуток — з 2003 р. з виробництвом 25 т золота і 1088 т срібла на рік.

## Технологія розробки
Відпрацьовувати родовище планують спочатку кар'єром, розташованим на території Чилі; руда після первинного дроблення збагачуватиметься на фабриці в Аргентині. З грудня 2000 по червень 2001 р проект було заморожено через низькі ціни на золото і срібло. З червня 2001 р. об'єднана компанія Barrick Gold Corp. і Homestake Mining Co. (США), яка стала другим за величиною світовим виробником золота поновила роботи по підготовці до будівництва рудника на родовищі Паскуа-Лама. У інфраструктуру рудника буде включене також родовище Веладеро, розташоване поблизу, з ресурсами 243 т золота і 4584 т срібла; загальні запаси золота становлять 149.3 т, срібла — 2043 т. Це родовище планується відпрацьовувати двома кар'єрами з вилученням золота і срібла методом купчастого вилуговування. У разі успішного здійснення проекту рудник Паскуа-Лама-Веладеро стане найбільшим продуцентом срібла у світі.